# Governatorato dell'Estonia
Il governatorato dell'Estonia (in russo Эстляндская губерния?) era una dei Governatorati baltici dell'Impero russo, che occupava il territorio a nord della attuale Estonia.
Istituito nel 1796, dopo la ridenominazione del governatorato di Reval, con capoluogo Reval, esistette fino al 1917 quando fu unito al governatorato della Livonia per formare il nuovo governatorato autonomo dell'Estonia.